# جنرال اتمیکس جی‌ان‌ای‌تی
جنرال اتمیکس جی‌ان‌ای‌تی (به انگلیسی: General Atomics GNAT) یک پهپاد ساختِ کارخانهٔ جنرال اتمیکس در کشور ایالات متحده آمریکا است که در سال ۱۹۸۹ ساخته شد. نخستین استفاده‌کنندهٔ این پهپاد نیروی هوایی ترکیه بوده‌است. این پهپاد برای نخستین بار در ۱۹۸۹ میلادی مورد استفاده قرار گرفت.